# Martin Andersen Nexø
Martin Andersen Nexø, född 26 juni 1869 i Köpenhamn, död 1 juni 1954 i Dresden, var en dansk författare. 

## Levnad
Andersen Nexø föddes i ett av de fattigaste områdena i Christianshavn som nummer fyra av tio syskon. Under 1877 flyttade familjen på grund av arbetslöshet från Köpenhamn till Nexø på Bornholm. Hans far var stenhuggare och Martin måste börja arbeta redan som liten pojke. Som vuxen arbetade han bland annat som murare. Han genomgick folkhögskola och lärarutbildning. Efter avlagd lärarexamen 1897 arbetade han som lärare. Åren 1923–1930 var han bosatt vid Bodensjön. Konstnärsnamnet Nexø antog han 1894. Barndomshemmet i Ferskesøstræde i Nexø invigdes 1990 som museum.

## Verk
Andersen Nexø debuterade som skribent 1893 med en tidningsartikel om "Sankt Hansaften på Bornholm”. Debut i bokform skedde med novellsamlingen Skygger (1898). Fram till 1905 prövade Andersen Nexø olika litterära teman, trender och stilar. Efter många års förberedelser utkom så Pelle Erövraren (1906–1910). Genom fyra bokvolymer får vi med Pelle följa den klassiska vandringen från landsbygden till städerna på jakt efter lyckan. 
Ditte Människobarn är Andersen Nexøs andra storverk. Romanen kom i fem volymer 1917-1921. Första världskrigets utbrott ligger mellan Pelle och Ditte, och tonen är mörkare. Genom bilden av proletärflickan Dittes korta och svåra liv formas en glödande anklagelse mot samhället. 
Pelle Erövraren och Ditte Människobarn innehåller element från äldre litteratur såsom bibeln, folksagor samt från dansk naturalism, rysk realism, men även inslag av impressionism och symbolism. De framställs ibland som exempel på "socialistisk realism".
En tysk utgåva av hans berättelser om olika arbetaröden från 1920-talet, Proletariernovellen, brändes demonstrativt av nazisterna under de omfattande bokbålen i Nazityskland 1933. 

### Politiskt engagemang
Andersen Nexø gick vid mogen ålder in i arbetarrörelsen, först som socialist och sedan som kommunist. Han var på 1930-talet framträdande i den internationella antifascistiska rörelsen. Han var närvarande vid den andra Moskvaprocessen mot bla Radek och Pjatakov och förklarade att ”Åklagarens plädering varit var ytterst övertygande och domen absolut rättvis”.  Under den tyska ockupationen av Danmark blev han och många andra danska kommunister häktade, när Tyskland i juni 1941 anföll Sovjetunionen. Andersen Nexø kom till Sverige 1943 och därefter till Sovjetunionen. År 1951 bosatte han sig i Dresden i södra Östtyskland, där han bodde till sin död. Han ligger begravd på Assistens Kirkegård i Köpenhamn.

### Den sena produktionen
På äldre dagar skrev Andersen Nexø en serie memoarer i fyra volymer (1932-39) om sin uppväxt och vägen till författarskapet: Et lille kræ, Under aaben himmel, For lut og koldt vand och Vejs ende. De självbiografiska (men starkt "retuscherade") romanerna om Morten Röde (1944-1957) kan ses som led i Nexøs internationella självgestaltning.

## Andersen Nexø och Sverige
Andersen Nexø blev känd i Sverige 1911–1912 när Pelle Erövraren översattes. Han var länge mycket beundrad och påverkade svenska författare som arbetarlitteraturens frontfigur. Han kallades kort och gott Nexö. Han var även känd som vänstersocialist och senare som kommunist. Hans politiska ställningstaganden hösten 1939 gjorde honom dock isolerad under flera år. Isoleringen bröts när han kom som flykting hösten 1943. Firandet av hans 75-årsdag på Skansen 1944 blev storslaget. Hans rykte skadades  under kalla krigets polarisering.

## Adaptioner och eftermäle
Nästan alla Nexøs böcker har översatts. Ditte Människobarns tre första volymer filmatiserades 1946 av Bjarne Henning-Jensen. Pelle Erövrarens första del filmatiserades för östtysk TV 1985 och av Bille August 1987, med samma titel. Max von Sydow spelade Pelles pappa, och filmen Oscarsbelönades som bästa utländska film. 
Andersen Nexø räknas som en av Danmarks största proletärförfattare och har haft stor betydelse inte bara för dansk litteratur, utan hans verk har spridits långt utanför hemlandets gränser. Med översättningar till mer än 20 olika språk är Pelle Erövraren fortfarande en av de internationellt sett mest spridda danska böckerna.

## Priser och utmärkelser
- Hedersledamot av PEN-Club (1921)
- Selskabet for de skiønne og nyttige Videnskabers Forfremmelse (1923)
- Hedersledamot av Dansk Forfatterforening (1945-1948)
- Lenins fredspris (1952)
- Hedersmedborgare i Nexø (1996)